# Erzbischöfliches Suitbertus-Gymnasium Düsseldorf
Das Erzbischöfliche Suitbertus-Gymnasium in Düsseldorf-Kaiserswerth ist ein staatlich anerkanntes Gymnasium in Trägerschaft des Erzbistums Köln.
Die Schulform des Suitbertus-Gymnasiums ist die einer „staatlich anerkannten Ersatzschule“, das heißt, das Gymnasium ersetzt an diesem Ort ein Gymnasium in staatlicher bzw. städtischer Trägerschaft. Es ist heute eines der größten koedukativen Gymnasien mit etwa 900 Schülern und 70 Lehrern in Düsseldorf. Ab dem 28. Januar 2009 bis zum 26. Juni 2024 war Claudia Haupt Schuldirektorin. Am 26. Juni 2024 hat die ehemalige Stellvertretende Schuldirektorin, Diana Hunewald, die Leitung von Claudia Haupt übernommen.

## Lage der Schule
Das Erzbischöfliche Suitbertus-Gymnasium befindet sich in Kaiserswerth, einem der nördlichen Stadtteile Düsseldorfs, in unmittelbarer Rheinnähe.
Der Stadtteil ist älter als die Stadt selbst, auch die Schule ist auf historischem Boden erbaut. Teile des Schulgeländes gehörten einst zur Kaiserpfalz Friedrich Barbarossas, der Nachfolgerin einer Merowingerpfalz. Der Hochwasserdamm, der das Gelände durchschneidet, entstand erst im 19. Jahrhundert. Die Schule, mit dem Panorama der Ruinen der Kaiserpfalz, der Kaiserswerther Basilika und der Niederrheinlandschaft befindet sich nicht nur in einer historisch bedeutenden Umgebung, sondern ist auch ausgesprochen malerisch gelegen.

## Geschichte
Das Suitbertus-Gymnasium wurde 1923 als Mädchenschule ohne Oberstufe mit etwa 20 Schülerinnen auf Betreiben der Kaiserswerther Bürger auf dem Gelände der Kaiserpfalz Kaiserswerth gegründet. Das katholische Suitbertus-Gymnasium hebt sich bewusst von anderen Schulformen ab: Das Ziel ist, eine möglichst vollkommene Entfaltung aller Fähigkeiten der Schüler zu fördern, verbunden mit der Bereitschaft, das Erlernte für andere einzusetzen. Die Schule ist christlich orientiert, Lehrer und Eltern werden zu besonderem Engagement für christliche Werte und christliche Erziehung verpflichtet.
Im Jahre 1983 wurden zum ersten Mal Jungen in die 5. Klassen aufgenommen, womit die Koedukation an der Schule begann. In ältere Klassen nahm man keine Jungen auf, so dass diese anfangs reine Mädchen-Jahrgänge blieben. Der erste koedukative Abiturjahrgang machte 1992 seinen Abschluss; seitdem sind alle Klassen gemischt.

### Schulleiter seit Bestehen der Schule
- 1923–1925: Maria Kellermann (Schulleiterin)
- 1925–1936: Schwester Constantina (Schulleiterin, Schwestern vom armen Kinde Jesus)
- 1936–1939: Schwester Gertrudis Maria (Schulleiterin, Schwestern vom armen Kinde Jesus)
- 1939–1945: Schließung der Schule durch die Nationalsozialistische Deutsche Arbeiterpartei
- 1945–1977: Schwester Mechtild Haug (Schulleiterin, Schwestern vom armen Kinde Jesus)
- 1977–1998: Monika Sölch (Oberstudiendirektorin)
- 1998–2000: Michael Schmelter (Oberstudiendirektor)
- 2000–2009: Hans Tenhaken (Oberstudiendirektor)
- 2009–2024: Claudia Haupt (Oberstudiendirektorin)
- 2024: Diana Hunewald

## Schulgebäude
Die Schule besteht aus einem historischen Baukern und größeren Erweiterungsbauten aus den 50er, 70er und 80er Jahren des 20. Jahrhunderts. Ein ehemaliges Kapuzinerkloster aus dem 17. Jahrhundert bildet die weitgehend erhaltene historische Bausubstanz. In diesem Gebäude sind heute Schulleitung und Verwaltung untergebracht, daneben befinden sich dort das Lehrerzimmer, Sprechzimmer, Bibliotheken und vier Kursräume für die Oberstufe. Außerdem gehört zu diesem Bauensemble die Rheinhauskapelle des ehemaligen Kapuzinerklosters, nahe der heutigen Basilica minor und Stiftskirche St. Suitbertus gelegen. Zweimal in der Woche wird in der Kapelle von verschiedenen Klassen oder Jahrgängen die Heilige Messe gefeiert.

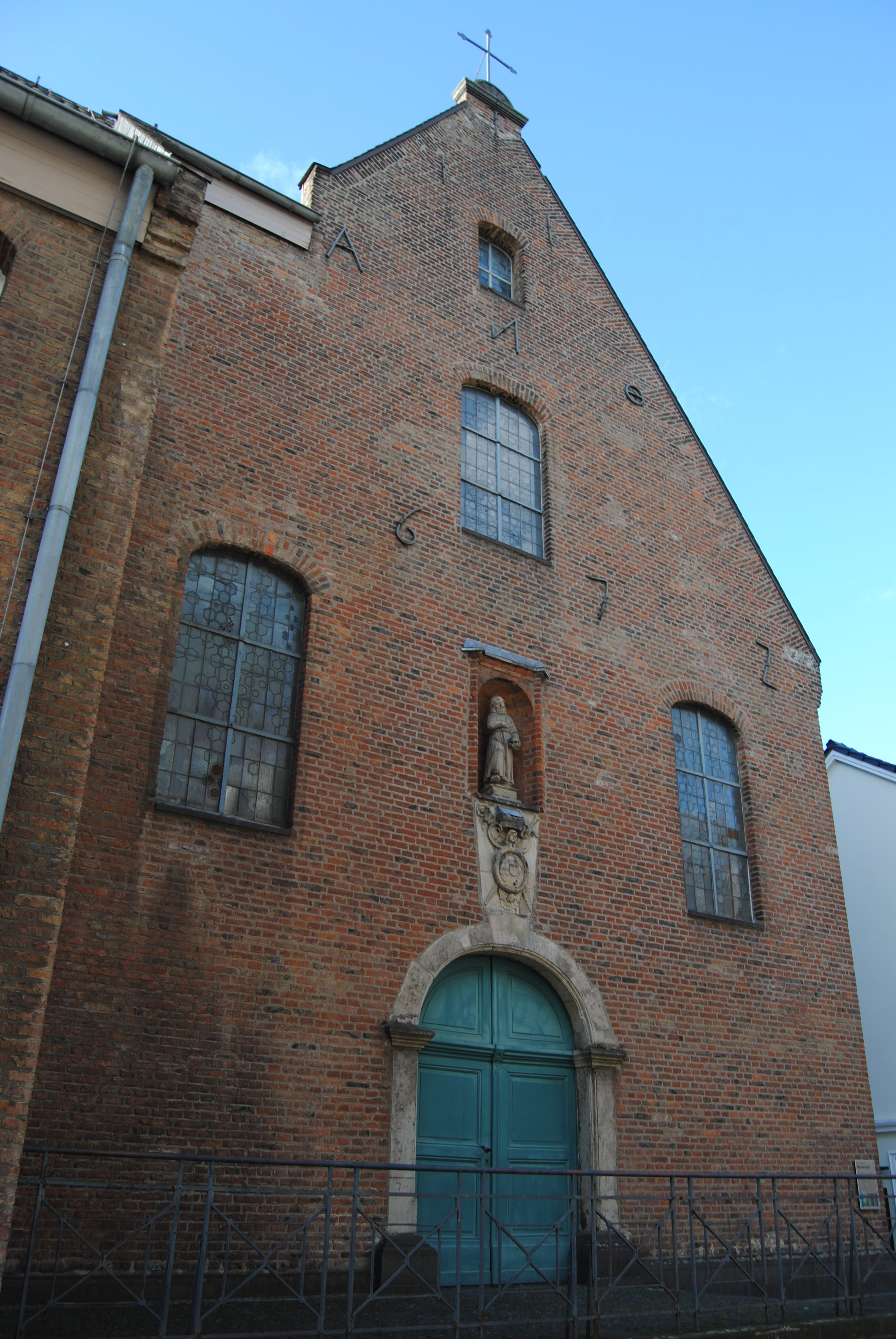
Kapelle am Suitbertus-Gymnasium (2011)

Die Schule besteht aus mehreren Gebäudetrakten: im Norden befindet sich der 2014 renovierte Nordtrakt im Süden der Südtrakt. In der Mitte befindet sich der Mitteltrakt. Das frühere Klostergebäude, welches an die Kapelle angrenzt, wird Klostertrakt genannt. In diesem befinden sich Unterrichtsräume der Oberstufe sowie Verwaltungsräume.
In den neuen Gebäudeteilen sind die Klassenzimmer und Fachräume untergebracht; 1987 wurde als vorläufig letzter Bau die Sport-/Mehrzweckhalle mit einem großen Foyer errichtet. Bedrohliche Raumnot erzeugt allerdings schon seit Jahren Wünsche und mittlerweile konkrete Pläne für bauliche Erweiterungen, die sich angesichts der historisch-geographischen Lage allerdings nicht so einfach realisieren lassen. 2005 wurden die Kunst- und Musiksäle renoviert und erweitert sowie eine neue Unterstufenbücherei und eine hochmoderne Oberstufenbücherei integriert. In dieser befindet sich auch die neue und hochmodern ausgestattete Mediothek, die für die Oberstufe frei zur Verfügung steht. Ende 2014 wurde die neue Mensa, ein aus großen Glasfronten bestehendes Gebäude und der renovierte Nordtrakt fertiggestellt.
Für das Jahr 2018 sind Renovierungsarbeiten im Südtrakt geplant: Die Physik im Erdgeschoss wird modernisiert und die Biologie zieht vom Erdgeschoss in das erste Obergeschoss zur Chemie um. Die Unterrichtsräume, die sich momentan im Obergeschoss des Südtraktes befinden, ziehen in das Erdgeschoss. Die Bauarbeiten werden voraussichtlich 2021 abgeschlossen sein.

## Persönlichkeiten

### Bekannte Lehrer
- Georg Gresser (* 1962), Mediävist und Kirchenhistoriker, seit 2009 Lehrer für Geschichte und Religion

### Bekannte Schüler
- Gudrun Steinacker (* 1951), Diplomatin (Abitur 1969)
- Gisela Manderla (* 1958), Politikerin (CDU), MdB (Abitur 1976)[3][4]
- Heike Roesner (* 1959), Musikerin und Künstlerin (Abitur 1977)
- Carla Kriwet (* 1971), Managerin (Abitur)
- Christian Stachelhaus (PietSmiet) (* 1984), Let’s Player (Abitur)
- einige Mitglieder der Band The Buggs
- Matthias Fiedler (* 1975), Fernsehmoderator (Abitur)
- Tobias Bogdon (* 1991), Teil des DJ- und Produzentenduos Younotus (Abitur)

## Der Schulpatron
Aus England kommend machte Suitbertus die Rheininsel am „Ufer“, aus der das heutige Kaiserswerth hervorging, mit einer Klosterneugründung an der nordöstlichen Grenze des damaligen Frankenreiches zum Stützpunkt seiner Missionstätigkeit bei den angrenzenden Sachsen im heutigen Bergischen Land und in Westfalen. Sein Kloster war für lange Zeit der kulturelle und geistige Mittelpunkt der Region. Seine letzte Ruhestätte hat der Heilige in einem prächtigen Schrein aus dem 13. Jahrhundert in der Suitbertus-Basilika gefunden, die mit den sie umgebenden ehemaligen Stiftsgebäuden unmittelbar an das Schulgelände angrenzt. Der Schrein ist im Aufbau dem etwas größeren Dreikönigenschrein in Köln fast identisch.